# Luis Aparicio
Luis Ernesto Aparicio Montiel (ur. 29 kwietnia 1934) – wenezuelski baseballista, który występował na pozycji łącznika.
W 1953 był w składzie reprezentacji Wenezueli na turnieju Baseball Amateur World Series, rozegranych we wrześniu i październiku w Caracas. W listopadzie 1953 podpisał zawodowy kontrakt z klubem Gavilanes de Maracaibo. Przed rozpoczęciem sezonu 1954 przeszedł do występującego w Major League Baseball Chicago White Sox. Po odejściu z zespołu pierwszego łącznika Chico Carrasquela, 17 kwietnia 1956 zadebiutował w MLB w meczu przeciwko Cleveland Indians, zaliczając uderzenie. W pierwszym sezonie występów w White Sox skradł najwięcej baz w American League (zwyciężał w tej klasyfikacji także w latach 1957–1964) i został wybrany najlepszym debiutantem w lidze. W 1958 po raz pierwszy wystąpił w All-Star Game i po raz pierwszy otrzymał Złotą Rękawicę.
W 1959 White Sox po raz pierwszy od 1919 zdobyli mistrzostwo American League, jednak ulegli w World Series Los Angeles Dodgers 2–4; Aparicio zagrał we wszystkich meczach, uzyskując średnią uderzeń 0,308. W tym samym roku w głosowaniu do nagrody MVP American League zajął 2. miejsce za kolegą z zespołu Nellie Foxem.
W styczniu 1963 w ramach wymiany zawodników przeszedł do Baltimore Orioles. W sezonie 1966 zagrał we wszystkich spotkaniach World Series, w których Orioles pokonali Los Angeles Dodgers 4–0. W latach 1968–1970 ponownie był zawodnikiem Chicago White Sox, zaś od 1971 do 1973 grał w Boston Red Sox. Po zakończeniu kariery powrócił do Wenezueli, gdzie był menadżerem kilku zespołów.
W 1984 został uhonorowany członkostwem w Baseball Hall of Fame. W tym samym roku numer 11, z którym występował został zastrzeżony przez klub Chicago White Sox, jednak za jego pozwoleniem w sezonie 2010 i 2011 z numerem tym występował łącznik Omar Vizquel.
| Nagroda/wyróżnienie              | Lata                                                                               | Źródło |
| 13× All-Star                     | 1958, 1959¹, 1959², 1960¹, 1960², 1961², 1962¹ 1962², 1963, 1964, 1970, 1971, 1972 | [ 2 ]  |
| 9× Gold Glove Award              | 1958, 1959, 1960, 1961, 1962, 1964, 1966, 1968, 1970                               | [ 2 ]  |
| Zwycięzca w World Series         | 1966                                                                               | [ 4 ]  |
| AL Rookie of the Year            | 1956                                                                               | [ 2 ]  |
| Baseball Hall of Fame            | od 1984                                                                            | [ 5 ]  |
| # 11 zastrzeżony przez White Sox | 1984                                                                               | [ 6 ]  |